# Pote's Poem
Pote's Poem è un cortometraggio muto del 1915 scritto e diretto da W.P. Kellino.

## Trama
Un poeta, per sbarazzarsi di un suonatore di organetto fastidioso, gli lancia una monetina surriscaldata.

## Produzione
Il film fu prodotto dalla Cricks.

## Distribuzione
Distribuito dalla Davison Film Sales Agency (DFSA), il film - un cortometraggio di 131 metri - uscì nelle sale cinematografiche britanniche nel gennaio 1915.